# 시스템 검사
시스템 검사(system testing)는 정보시스템이 완전히 통합되어 구축된 상태에서 정보시스템의 기능을 총체적으로 검사하는 것이다. 통합된 각 모듈들이 원래 계획했던 대로 작동하는지, 시스템의 실제 동작과 원래 의도했던 요구사항과는 차이가 없는지 등을 판단하게 된다. 수행 시간, 파일 저장 및 처리 능력, 최대 부하, 복구 및 재시동 능력, 수작업 절차 등을 점검한다. 시스템 검사는 시스템의 내부적인 구현 방식이나 설계에 대한 지식에 관계 없이 테스트를 수행하는 블랙박스 테스트의 일종으로 분류된다.
시스템 검사는 모든 통합 검사를 통과한 "통합된" 소프트웨어 컴포넌트들, 그리고 필요한 하드웨어들과 통합된 소프트웨어 시스템 전체를 대상으로 한다. 통합 검사는 서로 통합된 두 소프트웨어 혹은 하드웨어 단위 사이에 서로 잘 맞지 않는 부분이 있는지를 파악하기 위해서 수행된다. 시스템 검사는 "통합된 컴포넌트들 사이"에 발생하는 결함과 통합된 전체 시스템내에서 발생하는 결함 모두를 발견하기 위해서 수행된다.

## 같이 보기
- 품질 관리
- 소프트웨어 테스트